# Розподіл Максвелла — Больцмана
Помилка Lua у Модуль:Navbar у рядку 61: Неприпустима назва {{subst:PAGENAME}}.
Розпо́діл Ма́ксвелла — Бо́льцмана визначає ймовірність того, що частинка ідеального газу перебуває в стані з певною енергією.

## Загальний опис
Ймовірність того, що частинка перебуває в стані з енергією {\displaystyle \varepsilon _{k}} згідно з розподілом Больцмана визначається
формулою:
{\displaystyle p_{k}=n_{k}/N=e^{(\mu -\varepsilon _{k})/k_{B}T}=Ae^{(-\varepsilon _{k})/k_{B}T}},
де μ — хімічний потенціал, T — температура, kB — стала Больцмана, N — число частинок. 
{\displaystyle A=e^{(\mu )/k_{B}T}} — параметр виродження.
Хімічний потенціал μ визначається з умови
{\displaystyle \sum _{k}n_{k}=N.}.
Розподіл Больцмана справедливий тільки в тих випадках, коли {\displaystyle p_{k}\ll 1}. Ця умова реалізується при високих температурах.

## Граничний випадок квантовомеханічних розподілів
В квантовій статистиці розподіли для ферміонів і бозонів мають різний вигляд і різні властивості. Проте при високій температурі, коли ймовірність знайти частку в будь-якому стані набагато менша за одиницю, як розподіл Фермі — Дірака так і розподіл Бозе — Ейнштейна переходять в розподіл Больцмана.

## Розподіл Больцмана в класичній статистиці
В класичній статистиці частка ідеального газу має лише кінетичну енергію.
Число часток з імпульсами в проміжку {\displaystyle (\mathbf {p} ,\mathbf {p} +d\mathbf {p} )} визначається формулою:
{\displaystyle dn_{\mathbf {p} }={\frac {N}{V(2\pi mk_{B}T)^{3/2}}}e^{-p^{2}/2mk_{B}T}dp_{x}dp_{y}dp_{z}},
де m — маса частки.
У випадку коли дана формула виражена через швидкості, а не через імпульси, вона носить назву розподілу Максвелла
{\displaystyle dn_{\mathbf {v} }={\frac {N}{V}}\left({\frac {m}{2\pi k_{B}T}}\right)^{3/2}e^{-mv^{2}/2k_{B}T}dv_{x}dv_{y}dv_{z}}.

## Розподіл Больцмана в зовнішньому потенціальному полі
У випадку, коли частки ідеального газу перебувають у зовнішньому полі з потенціалом {\displaystyle U(\mathbf {r} )}, це збільшує їхню
енергію. В такому випадку, розподіл Больцмана визначає залежну від координати густину часток:
{\displaystyle n(\mathbf {r} )=n_{0}e^{-U(\mathbf {r} )/k_{B}T}}.
Зокрема, у випадку газу в полі тяжіння Землі це співвідношення визначає барометричну формулу
{\displaystyle n(z)=n_{0}e^{-mgz/k_{B}T}}.
Аналогічні формули справедливі для розподілу густини носіїв заряду (електронів чи дірок) у електричному полі в напівпровідникових приладах.